# ラ・シャペル＝ブランシュ (サヴォワ県)
ラ・シャペル＝ブランシュ （La Chapelle-Blanche）は、フランス、オーヴェルニュ＝ローヌ＝アルプ地域圏、サヴォワ県のコミューン。

## 地理
この村は、モントレイヤン丘陵の南西側にある、サヴォワのくぼ地に位置している。

## 由来
コミューンの名はフランコプロヴァンサル語でLa Shapéla Blinsheであると、コンフラン書記法で言及されている。

## 歴史
ラ・シャペル＝ブランシュはかつてドーフィネに属するフランス領のコミューンだったが、1760年3月24日のトリノ条約によりサヴォイアに割譲された。1803年から1825年まで、教区はヴィラルー教区と合併していた。
1768年10月1日、人口調査が行われ、住民は385人だった。1860年、住民投票により、サヴォイア公領はフランスに併合された。

## 人口統計
| 1962年 | 1968年 | 1975年 | 1982年 | 1990年 | 1999年 | 2005年 | 2013年 |
| ------ | ------ | ------ | ------ | ------ | ------ | ------ | ------ |
| 325    | 318    | 270    | 324    | 391    | 439    | 534    | 535    |

参照元:1962年から1999年までは複数コミューンに住所登録をする者の重複分を除いたもの。それ以降は当該コミューンの人口統計によるもの。1999年までEHESS/Cassini、2006年以降INSEE。

## ゆかりの人物
- アメリー・ジェクス（fr） - 詩人。アルピタン語サヴォイヤード方言で詩作した。